# Saser Kangri
Il Saser Kangri (7.672 m s.l.m. - detto anche Sasir Kangri) è la montagna più alta della catena montuosa del Saser Muztagh la parte più orientale del Karakoram, nello Territorio indiano del Ladakh.